# (5898) 1985 KE
(5898) 1985 KE es un asteroide perteneciente al cinturón de asteroides, región del sistema solar que se encuentra entre las órbitas de Marte y Júpiter, descubierto el 23 de mayo de 1985 por Alan C. Gilmore y la también astrónoma Pamela M. Kilmartin desde el Observatorio Universitario del Monte John, Isla Sur, Nueva Zelanda.

## Designación y nombre
Designado provisionalmente como 1985 KE. 

## Características orbitales
1985 KE está situado a una distancia media del Sol de 2,921 ua, pudiendo alejarse hasta 3,316 ua y acercarse hasta 2,525 ua. Su excentricidad es 0,135 y la inclinación orbital 3,060 grados. Emplea 1823,80 días en completar una órbita alrededor del Sol.

## Características físicas
La magnitud absoluta de 1985 KE es 13. Tiene 14,234 km de diámetro y su albedo se estima en 0,066. 